# Ciberataque a Dyn de octubre de 2016
El ciberataque a Dyn de octubre de 2016 tuvo lugar el 21 de octubre de 2016 y se basó en múltiples ataques de denegación de servicio (DoS, por sus siglas en inglés) a sistemas operados por el proveedor de nombres de dominio (DNS, por sus siglas en inglés) Dyn, que dejó inaccesibles grandes plataformas y servicios de Internet a gran cantidad de usuarios de Europa y Norteamérica. Fue un ataque masivo a la infraestructura básica de Internet, utilizando millones de dispositivos IoT para ejecutarlo. El grupo New World Hackers se declaró responsable del ataque. Se especula que fue un ataque para estudiar, de forma maliciosa, el nivel de vulnerabilidad de la infraestructura más fundamental de Internet.
Como proveedor DNS, Dyn proporciona el servicio de mapeo de nombre de dominio a usuarios finales —cuando, por ejemplo, introducen una dirección de internet a un navegador web — a su dirección IP correspondiente. El ataque de denegación distribuida de servicio (DDoS) implicó peticiones maliciosas de búsqueda DNS inversa desde decenas de millones de direcciones de IP. Se cree que este ataque implicó un botnet que incluye un gran número de dispositivos conectados a Internet —como impresoras, cámaras, enrutadores de hogar y monitores de bebés — previamente infectados con el malware Mirai.
Hackers rusos y chinos se adjudicaron el ciberataque.

## Impacto
Según Dyn, el ataque distribuido de denegación de servicio (DDoS) comenzó a las 7:00 de la mañana (EDT) e impactó la infraestructura de millones de usuarios por más de 2 horas, hasta que fue resuelto a las 9:20. Un segundo ataque fue reportado a las 11:52 , cuando usuarios de Internet volvieron a informar de dificultades para visitar sitios web. Un tercer ataque se produjo a las 4 de la tarde. A las 18:11 , Dyn informó que se habían resuelto todos los inconvenientes.

## Servicios afectados
Entre los servicios impactados por este ataque se encuentran varios de los más usados y críticos para el comercio en línea, noticias en línea e incluso otros servicios SaaS de gran importancia, entre ellos:
- Airbnb[9]
- Amazon.com[10]
- Ancestry.com[11][12]
- The A.V. Club[13]
- BBC[12]
- The_Boston_Globe[9]
- Box[14]
- Business Insider[12]
- CNN[12]
- Comcast[15]
- CrunchBase[12]
- DirecTV[12]
- The Elder Scrolls Online[12][16]
- Electronic Arts[15]
- Etsy[9][17]
- FiveThirtyEight[12]
- Fox News[18]
- The Guardian[18]
- GitHub[9][15]
- Grubhub[19]
- HBO[12]
- Heroku[20]
- .HostGator[12]
- iHeartRadio[11][21]
- Imgur[22]
- Indiegogo[11]
- Mashable[23]
- National Hockey League[12]
- Netflix[12][18]
- The New York Times[9][15]
- Overstock.com[12]
- PayPal[17]
- Pinterest[15][17]
- Pixlr[12]
- PlayStation Network[15]
- Qualtrics[11]
- Quora[12]
- Reddit[11][15][17]
- Roblox[24]
- Ruby Lane[12]
- RuneScape[11]
- SaneBox[20]
- Seamless[22]
- Second Life[25]
- Shopify[9]
- Slack[22]
- SoundCloud[9][17]
- Squarespace[12]
- Spotify[11][15][17]
- Starbucks[11][21]
- Storify[14]
- Tumblr[11][15]
- Twilio[11][12]
- Twitter[9][11][15][17]
- Verizon Communications[15]
- Visa[26]
- Vox Media[27]
- Walgreens[12]
- The Wall Street Journal[18]
- Wikia[11]
- Wired[14]
- Wix.com[28]
- WWE Network[29]
- Xbox Live[30]
- Yammer[22]
- Yelp[12]
- Zillow[12]